# 黄龙体育中心
30°15′58″N 120°08′03″E / 30.26611°N 120.13417°E
黄龙体育中心是一个位于中国浙江省杭州市的大型体育场地。体育场设施座位51,971人，于2000年代完成建设。2020年以前及2024年起，黄龙体育场是中超球队浙江职业足球俱乐部的主场，也是2007年女子世界杯足球赛的举办场地之一，承担了小组赛阶段比赛以及巴西队与美国队的半决赛。体育场还主办2015年及2023年中国足球协会超级杯。

## 简介
在杭州奥体中心建成前，黄龙体育中心一直是浙江省规模最大、功能最全的现代化体育设施，它集体育比赛、文娱演出、健身娱乐、餐饮住宿、商务办公和购物展览多功能于一体，主体育场是浙江省和杭州市的标志性建筑之一。
体育中心位于黄龙洞风景区旁边，西起玉古路、东至黄龙路，北临天目山路、南至曙光路，占地面积800多亩。中心地理位置优越、交通便利，与浙江大学西溪与玉泉校区、浙江图书馆、杭州陈经纶体校、浙江世贸中心相临，杭州旅游集散中心亦位于此地。
该中心于1994年正式启动建设，2000年初步建成（体育场）并投入使用。
2019年12月，黄龙体育中心进行了全面提升改造，以迎接杭州亚运会。在亚运会期间，该中心的体育场、体育馆、游泳跳水馆分别承担了足球、体操及水球3大类5项比赛和亚残会田径比赛任务。

## 主要场地

### 主体育场

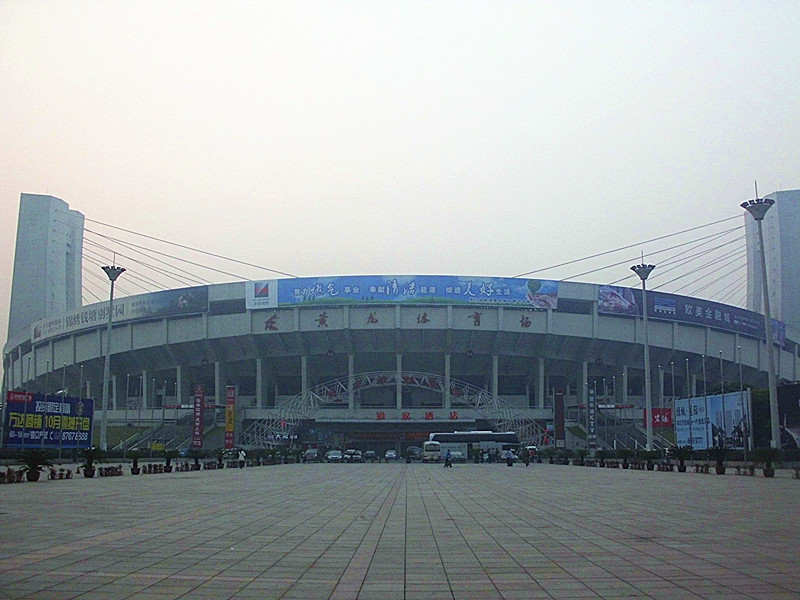
黄龙体育场

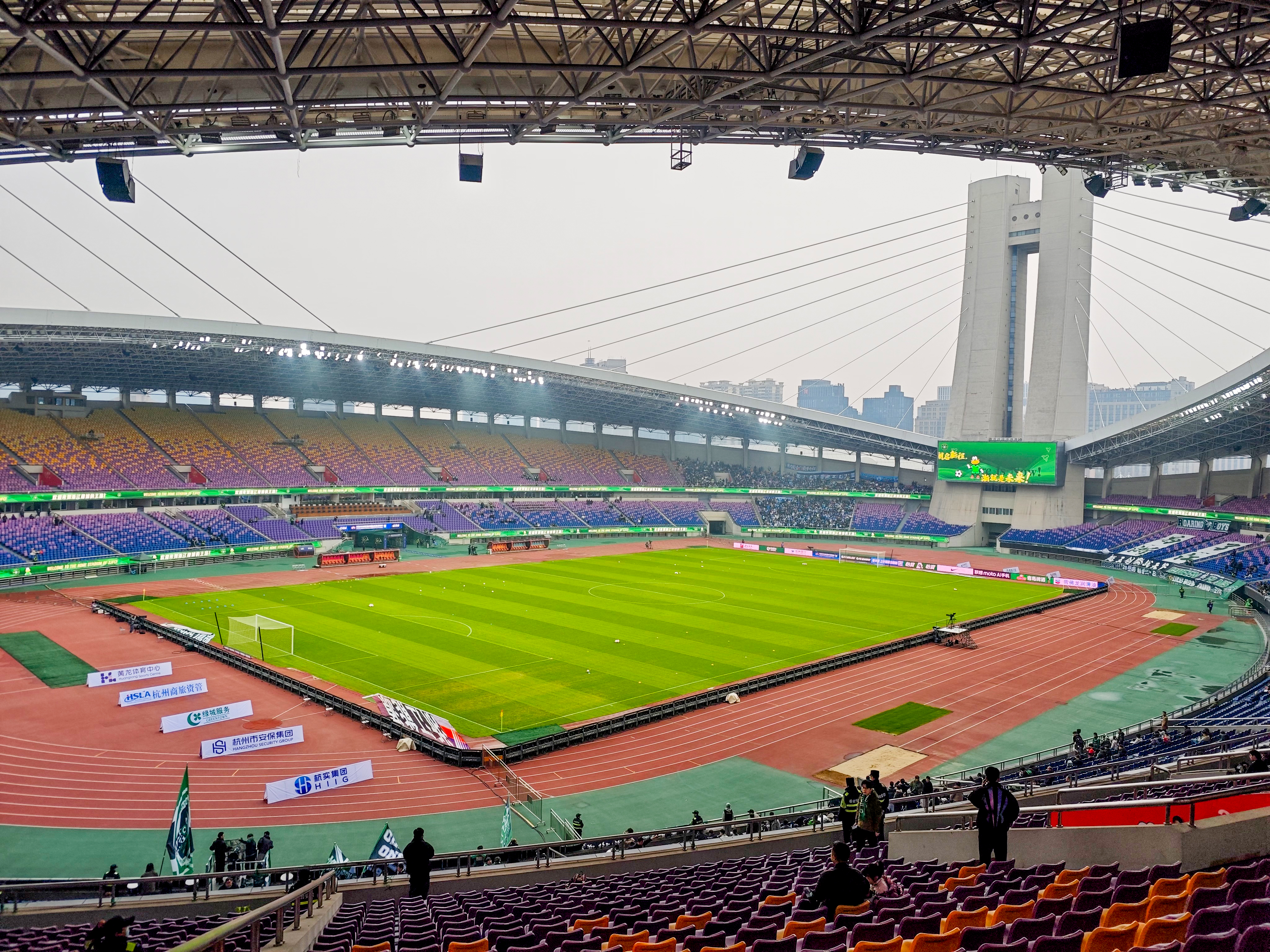
亚运会改造完成的球场内部

1997年6月开工建设，2000年10月建成投入使用。总土地面积15公顷，总建筑面积近10万平方米。
体育场可容纳观众5万多人。观众席上部建有双塔斜拉索悬吊式挑蓬。场内是按照国际田联标准建造的400米标准塑胶环形跑道、标准草坪足球场和比赛训练用房，适合国内外重大体育比赛与文娱演出的要求。

### 室內体育馆

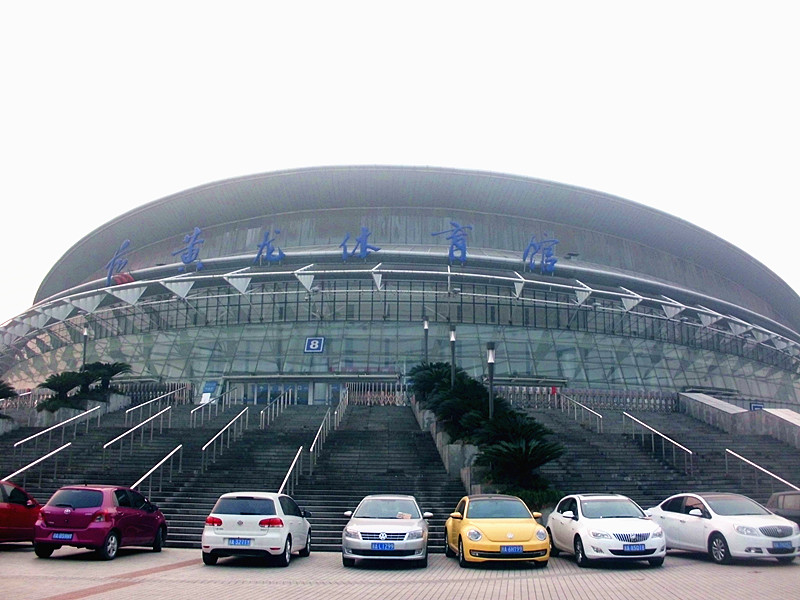
黄龙室內体育馆

室內体育馆位于主体育场东北侧，其东侧为黄龙路，南侧为体育场的主入口广场，西侧为体育中心30米宽的一环道和30米宽的北大道。
2003年9月建成投入使用，总建筑面积近25万平方米。
体育馆由主馆和训练馆两部分组成，形成一个椭圆体型。馆内设座位8000个，其中活动座位1800座，可承办国际体操、冰上短道速滑、篮球和冰球等室内体育比赛和娱乐演出活动。

### 田径场
田径场（又名室外足球场）位于主体育场北侧，有地下通道与之相连通，以满足赛前场外热身训练。
训练场设400米8道标准塑胶跑道；内设一片标准草坪足球场，配有四座高杆灯以满足夜间的训练比赛之用。

### 游泳跳水馆
位于室外足球场东北侧，内设1500座观众席、一座可供国际比赛的50米标准游泳池，以及一座25米×16米高台跳水池。另有放松池、热身池等配套设施。

## 主要活動
黃龍體育中心體育場經常作為各類演出及商業演唱會及體育的舉辦場地，在杭州奥体中心启用之前是活动首选之地。

### 體育比賽
是现中超球队浙江职业足球俱乐部、CBA球队浙江广厦篮球俱乐部的主场。

### 音乐演出
2001年9月8日，林志炫《至情至炫音樂會》
2001年9月27日，李玟《2001中國巡迴演唱會》
2002年5月1日，張學友《音樂之旅世界巡迴演唱會》
2002年7月6日，林憶蓮《2002憶蓮演唱會》
2002年8月9日，張惠妹《A級娛樂世界巡迴演唱會》
2004年6月26日，譚詠麟×李克勤《左麟右李2004開心演唱會》
2004年9月30日，王菲《菲比尋常巡迴演唱會》
2004年10月27日，劉德華《Vision Tour 中國巡迴演唱會》
2004年12月3日，周杰倫《無與倫比世界巡迴演唱會》
2005年5月1日，劉若英《原來你也在這裡》巡迴演唱會最終場
2005年9月30日，莫文蔚《極度莫文蔚 中國巡迴演唱會》
2006年9月27日，蔡依林《唯舞獨尊世界巡迴演唱會》
2006年9月30日，周華健《20週年世界巡迴演唱會》
2007年4月30日，張學友《學友光年世界巡迴演唱會》
2007年10月13日，劉德華《Wonderful World 中國巡迴演唱會》
2007年12月8日，李宇春《我的 全國巡迴演唱會》 
2008年11月15日，周杰倫《2008年世界巡迴演唱會》
2008年12月20日，任賢齊《Love & Beloved 世界巡迴演唱會》
2008年12月27日，黎明《Happy 2008黎明杭州演唱會》
2009年4月25日，縱貫線《2009年世界巡迴演唱會》
2009年6月6日，陳綺貞《太陽巡迴演唱會》
2009年8月21日，五月天《D.N.A 五月天「創造」演唱會2009-2010世界巡迴演唱會》
2009年10月30日，張信哲《最好的時光演唱會》
2009年11月7日，郭富城《舞林正傳世界巡迴演唱會》
2009年11月13日，梁靜茹《今天情人節演唱會》最終站
2010年7月24日，劉若英《脫掉高跟鞋》世界巡迴演唱會
2010年8月21日，周筆暢《唱歌去旅行》巡迴演唱會
2010年9月22日，蘇打綠《各站停靠》巡迴演唱會
2010年11月5日，羅志祥《舞法舞天 3D SHOW 世界巡迴演唱會》
2010年11月13日，周杰倫《超時代世界巡迴演唱會》
2011年3月6日，張學友《1/2世紀世界巡迴演唱會》
2011年5月18日，王力宏《MUSIC-MAN世界巡迴演唱會》
2011年9月30日，林宥嘉《神遊巡迴演唱會》
2011年10月29日，梁靜茹《愛的那一頁世界巡迴演唱會》
2011年12月24日，周華健《花的拼圖中國巡迴演唱會》
2012年3月10日，張學友《1/2世紀世界巡迴演唱會ENCORE》
2012年6月16日，蕭敬騰「有一種精神叫蕭敬騰」世界巡迴演唱會
2012年9月1日，陳奕迅 DUO世界巡迴演唱會
2012年11月23日，蘇打綠《當我們一起走過》巡迴演唱會
2012年12月15日，林憶蓮《MMXII世界巡迴演唱會》
2013年3月9日，五月天《2013「諾亞方舟」世界巡迴演唱會「明日重生版」》
2013年3月30日，張惠妹《AMeiZING 15週年世界巡迴演唱會》最終站
2013年4月30日，汪峰《存在全國超級巡迴演唱會》
2013年5月18日，王力宏《MUSIC-MAN Ⅱ火力全開世界巡迴演唱會》
2013年7月20日，任賢齊《飆世界巡迴演唱會》
2013年11月9日，庾澄慶《我要給你巡迴演唱會》
2013年12月14日，蔡琴《海上良宵巡迴演唱會》
2013年11月16日，周杰倫《魔天倫世界巡迴演唱會》
2014年1月18日，李宗盛「既然青春留不住」世界巡迴演唱會
2014年3月15日，快樂男聲《全國巡迴演唱會》最終站
2014年3月30日，林志炫《One Take 世界巡迴演唱會》
2014年5月30日，王力宏《MUSIC-MAN Ⅱ火力全開世界巡迴演唱會》安可場
2014年5月31日，林俊傑 《時線Timeline世界巡迴演唱會》
2014年7月11~12日，鄧紫棋 G.E.M. X.X.X. Live 世界巡迴演唱會
2014年8月9日，方大同 Soulboy Lights Up 世界巡迴演唱會
2014年9月20日，孙燕姿《克卜勒世界巡迴演唱會》
2014年9月30日，汪峰《峰暴來臨超級巡迴演唱會》
2014年10月18日，张杰《為愛逆戰》巡迴演唱會
2014年11月15日，陳奕迅 EASON's LIFE 世界巡迴演唱會
2015年1月17日，蔡琴《好預兆「祝福滿溢」演唱會》
2015年3月28日，蕭敬騰 TRIPLE JAM 世界巡迴演唱會
2015年5月23日，周杰倫《魔天倫2世界巡迴演唱會》
2015年6月12日，李榮浩《天生李榮浩》亞洲巡迴演唱會
2015年8月15日，梁靜茹《你的名字是愛情世界巡迴演唱會》
2015年10月17日，A-Lin SONAR聲吶世界巡迴演唱會
2015年10月24日，蘇打綠《再遇見》世界巡迴演唱會
2015年10月30日，李健《看見李健》巡迴演唱會
2015年11月13日，鄭伊健、陳小春、謝天華、錢嘉樂、林曉峰 2015 一起兄弟《歲月友情》全國巡迴演唱會
2015年11月21日，蔡依林 2015 Play世界巡迴演唱會
2016年1月9日，劉若英《我敢 世界巡迴演唱會》
2016年3月24日，BIGBANG《MADE V.I.P》歌迷見面會
2016年4月3日，楊宗緯《帶一首詩來》世界巡迴演唱會最終站
2016年5月7日，陶喆 無二不樂巡迴演唱會
2016年5月14日，陳奕迅 ANOTHER EASON's LIFE 世界巡迴演唱會
2016年5月21日，兄弟本色 日落黑趴世界巡迴演唱會
2016年9月24日，倉木麻衣《Time After Time 中國巡迴演唱會》最終站
2016年10月8日，莫文蔚《看看 世界巡迴演唱會》最終站
2016年11月6日，李榮浩《有理想 世界巡迴演唱會》
2016年11月19日，張惠妹《烏托邦世界巡城演唱會》
2016年12月2日，張韶涵《純粹世界巡迴演唱會》
2016年12月31日，動力火車《下一站世界巡迴演唱會》跨年場
2017年4月8~9日，五月天《LIFE人生無限公司巡迴演唱會》
2017年5月20~21日，林宥嘉《THE GREAT YOGA 世界巡迴演唱會》
2017年6月10日，譚詠麟《銀河歲月40載世界巡迴演唱會》
2017年6月17日，朴樹《好好地II中國巡迴演唱會》
2017年7月15日，林憶蓮《Pranava 造樂者 世界巡迴演唱會》
2017年7月22日，孫楠《樂在其中》中國巡迴演唱會
2017年7月29日，田馥甄《如果世界巡迴演唱會2.0 PLUS》（體育館）
2017年9月23日，李玟《18》世界巡迴演唱會
2017年10月21日，楊宗緯《聲聲聲聲 Vocal Plus》世界巡迴演唱會
2017年10月28~29日，周杰倫《地表最強世界巡迴演唱會》
2017年11月11~12日，張學友《A CLASSIC TOUR 學友.經典世界巡迴演唱會》
2017年12月9日，騰訊視頻《明日之子全國巡迴演唱會》
2017年12月23~24日，張惠妹《烏托邦2.0慶典世界巡迴演唱會》
2018年1月13日，鄧紫棋 G.E.M. Queen Of Hearts 世界巡迴演唱會
2018年5月20日，羽·泉《二十20周年巡迴演唱會》
2018年5月26日，汪峰《歲月超級巡迴演唱會》
2018年7月28日，王力宏《龍的傳人2060世界巡迴演唱會》
2018年9月8日，薛之謙《摩天大樓世界巡迴演唱會》體育場
2018年9月14日，Jessie J《R.O.S.E巡迴演唱會》
2018年9月22日，张杰《未·LIVE巡回演唱会》
2018年10月13日，鹿晗《 2018 Re: X巡回演唱会 》 
2018年10月27日，杨丞琳《青春住了谁 Youth Lies Within 世界巡迴演唱會》
2018年11月10日，張韶涵《旅程世界巡迴演唱會》
2019年1月5日，陳慧嫻《Priscilla-ism中國巡迴演唱會》
2019年3月23日，林俊傑《聖所2.0世界巡迴演唱會》首站
2019年4月27日，范瑋琪《在幸福的路上世界巡迴演唱會》
2019年5月25日，伍佰《伍佰&China Blue Rock Star 演唱會》
2019年6月1日，莫文蔚《絕色莫文蔚25周年世界巡迴演唱會》
2019年8月10日，楊千嬅《My Beautiful Live世界巡迴演唱會》
2019年11月16~17日，周杰倫《嘉年華世界巡迴演唱會》
2019年11月30日~12月1日，林宥嘉《IDOL世界巡迴演唱會》
2023年6月18日~6月19日，五月天《好好好想見到你演唱會》
2024年7月20日-21日，《新白娘子传奇30年演唱会》
2024年8月24日，楊千嬅《MY TREE OF LIVE世界巡迴演唱會》
2025年3月7日-8日，張惠妹《ASMR MAXXX巡迴演唱會》
2025年5月10日，林憶蓮《迴響 Resonance 2025 巡迴演唱會》

## 公交线路
乘坐以下公交车可到达体育中心（杭州公交黄龙体育中心和黄龙洞站）：16、21、23、28、37、82、303、307、318。B2、B1、15、28、79、89、130路亦可到其附近。